# Подорожное (Журавновская поселковая община)
Подорожное (укр. Подорожнє) — село в Журавновской поселковой общине Стрыйского района Львовской области Украины.
Население по переписи 2001 года составляло 476 человек. Занимает площадь 1,36 км². Почтовый индекс — 81784. Телефонный код — 3239.

## История
В 1946 г. указом ПВС УССР село Ляховичи-Подорожные переименовано в Подорожное.